# Eugenio Sangregorio
Eugenio Sangregorio (Belvedere Marittimo, 2 marzo 1939) è un ex politico italiano.

## Biografia
Nato nel 1939 a Belvedere Marittimo (Calabria), nel 1957 è emigrato in Argentina, a San Isidro; è imprenditore nel ramo immobiliare.

### Attività politica
Nel 1987 entra in politica e fonda il Movimento Italoargentino di Partecipazione Civica per le elezioni argentine e nel 2006 l'Unione Sudamericana Emigrati Italiani (USEI). 
Alle elezioni politiche del 2018 viene eletto alla Camera dei deputati, nella circoscrizione ESTERO B (America Meridionale) nelle liste dell'Unione Sudamericana Emigrati Italiani, in virtù delle 35.900 preferenze personali.
Alla Camera si iscrive alla componente del gruppo misto "Noi con l'Italia-USEI". Il 18 dicembre 2019 aderisce alla nuova componente "Noi con l'Italia-USEI-Cambiamo!-Alleanza di Centro".
È il più anziano deputato della XVIII legislatura.